# 北野道彦
北野 道彦（きたの みちひこ、1903年（明治36年）3月15日 - 1993年（平成5年）5月27日）は、東京生まれの文筆家で、流山市立博物館友の会の創設者である（→写真）。

## 経歴
青年期、壮年期は児童文学の著作活動を行っていたが、1973年に東京都世田谷区から千葉県流山市へ転居後は、主に歴史や地理関係の著作活動を行っていた。1978年の流山市立博物館開館を機に同館友の会を設立し、東葛飾地域を中心とした文化活動を開始する。1991年に北野道彦賞を設立する。

## 北野道彦賞
正式名称は「公益信託北野道彦郷土研究奨励基金」。
1991年、北野が私財2,500万円を投じて、東葛飾地域で文化及び社会、自然保護活動を行う個人及び団体を表象し、その活動による貢献を世に広く知ってもらうことを目的として設立。北野が1993年に逝去すると流山市立博物館友の会が北野の遺産約2,000万円の寄付を受け、北野道彦賞を運営を継続する。
- 主な選考委員 - 山本鉱太郎[8]

この賞は一般の研究者にとって励みとなっていたが、2008年を最後に北野道彦賞は幕を閉じる。受賞者への賞金30万円や授賞式の費用などの出費のために賞を運営する資金がなくなってしまったためである。長引くゼロ金利政策が大きく影響したという。最後の受賞者は流山市立博物館友の会と松戸史談会会長。選考委員会や受賞経験者たちは北野の業績を称え、『東葛の文化と北野道彦賞』（たけしま出版、非売品）を出版し東葛飾地域の図書館などに寄贈する。

## 年譜
- 1903年3月15日[1]- 東京生[4]。
- 東京外国語学校（現東京外国語大学）卒業[4]。
- 著述業[4]。
- 1973年 - 東京都世田谷区から千葉県流山市に転居[8]。
- 1978年 - 流山市立博物館友の会を設立[2]。
- 1991年 - 北野道彦賞（公益信託北野道彦郷土研究奨励基金）を設立[5][9]。
- 1993年 - 逝去。90歳[2]。

## 主な編著書
- 『新版 利根運河 - 利根・江戸川を結ぶ船の道』崙書房、1989年8月。流山市立図書館 蔵、千葉県立図書館 蔵、東京都立図書館 蔵。
- 『総武流山電鉄七十年史[11]』総武流山電鉄株式会社、1986年3月14日 発行。千葉県立図書館 蔵、東京都立図書館 蔵。
- 『「町民鉄道」の60年 - 総武流山電鉄の話』崙書房、1978年2月25日 第1刷発行。流山市立図書館 蔵、千葉県立図書館 蔵、東京都立図書館 蔵。
- 『利根運河 - 利根・江戸川を結ぶ船の道』崙書房〈ふるさと文庫〉、1976年。流山市立図書館 蔵、千葉県立図書館 蔵、東京都立図書館 蔵。
- 『人間はどこからきたか』学習研究社〈少年少女学研文庫〉、1970年。東京都立図書館 蔵。
- 共著『新しい都市づくり』鹿島出版会〈少年の科学〉、1968年。東京都立図書館 蔵。
- 編集 編『身のまわりのぎもん』金の星社、1966年。東京都立図書館 蔵。
- 共著『郷土につくした人びと』実業之日本社〈おはなし博物館中級編 16〉。東京都立図書館 蔵。
- 共著『世界の寓話』実業之日本社〈シリーズ、1年生 - 6年生〉、1961年。東京都立図書館 蔵。
- 共著『町や村をまもった人びと』宝文館〈少年少女世界伝記全集〉、1958年。東京都立図書館 蔵。
- 編集 編『新しい地理教室』筑摩書房〈シリーズ1 - 4〉、1957年。東京都立図書館 蔵。
- 『人間の歴史』中央公論社、1956年。東京都立図書館 蔵。
- 『郷土を愛した人びと』共著〈お話博物館 4年生〉実業之日本社、1956年、東京都立図書館 蔵。
- 『ものがたり技術史』毎日新聞社〈毎日少年ライブラリー〉、1952年。国立国会図書館 蔵。
- 『名犬ものがたり - 動物美談』実業之日本社、1951年1月。東京都立図書館 蔵。
- 『人間の歴史をたずねて』中央公論社〈ともだち文庫〉、1949年。流山市立図書館 蔵／1948年、国立国会図書館 蔵。
- 『産業革命ものがたり』実業之日本社、1948年。国立国会図書館 蔵。